# Ричард Бонинг
Ричард Алан Бонинг, CBE (на английски: Richard Alan Bonynge (произношение ˈbɒnɪŋ/ bon-ing), командор на Ордена на Британската империя, носител на Ордена на Австралия, е австралийски диригент и пианист.

## Биография
Бонинг е роден в Сидни, Австралия на 29 септември 1930 г. Учи в Мъжката гимназия в Сидни, после изучава пиано в Кралския музикален колеж в Лондон. Школува се допълнително като пианист, продължавайки обучението си като частен ученик и става корепетитор на оперни изпълнители. Сред тях е Джоан Съдърланд, на която акомпанира в Австралия. Скоро след това сътрудничество двамата сключват брак и стават дует, който в началото (до 1962 г.) дава предимно рецитали.
През 1962 г., на концерт с оперни арии на Джоан Съдърланд в Рим, когато диригентът на оркестъра бил болен, заместникът му – ударен от автомобил, се наложило Бонинг да вземе диригентската палка. Оттогава фактически дирижира всички изпълнения на съпругата си.
Бонинг дебютира като оперен диригент през 1963 г. във Ванкувър, където дирижира „Фауст“. Същата година, отново във Ванкувър, поставя „Норма“ за пръв път, със Съдърланд в главната роля и Мерилин Хорн като Адалджиза. Той дирижира и Английския камерен оркестър в много записи на опери и на класически произведения.
Проучвайки Жул Масне и италианските композитори на белкантото, Бонинг открива твърдението на Масне, че операта му „Есклармонд“ е неговото „най-добро постижение“. Това изпълва Бонинг с любопитство, дори заради потъналата в забвение опера, която почти не е изпълнявана от края на 19 век. Бонинг се сдобива с окъсана партитура в Париж, впоследствие купува пълна на търг в Ню Йорк. Макар че съпругата му първоначално е скептична за ролята, Бонинг е ентусиаст за творбата и накрая я убеждава, че трябва да изпълни ролята на Есклармонд. Така операта е представена в Сан Франциско и Метрополитън, съответно през 1974 и 1976 г., а изпълнението на Съдърланд, поддържана от Бонинг, е емблематично за тази роля, с която са се захващали и много други големи певици. Това сочи, че Бонинг има тънък усет за избора на репертоар. Той е този, който насочва съпругата си към колоратурните роли на белкантото.
През 1977 г. Бонинг става музикален директор на оперния оркестър във Ванкувър при създаването му. Първото му дирижиране там е на операта „Кралят на Лахор“ (Масне), в която пее и съпругата му.
Дебютът си в Метрополитън прави на 12 декември 1966 г., а последното му появяване там е на 6 април 1991 г. Повечето от изпълненията в Метрополитън опера дирижира между 1966 и 1987 г., като в тях обикновено пее и Джоан Съдърланд. В началото негов „специалитет“ (до началото на 1970-те години) е музиката от ХVІІІ и началото на ХІХ век, повечето – в белкантовия репертоар: Росини, Белини и Доницети. Постепенно добавя и ранния Верди („Травиата“, „Риголето“, „Трубадур“), Жак Офенбах („Хофманови разкази“), по-късно и Масне („Есклармонд“ и „Вертер“). Бонинг дирижира и записва и всички балети на Чайковски – „Лебедово езеро“, „Спящата красавица“ и „Лешникотрошачката“.
През 2007 г. Ричард Бонинг дирижира серия представления в няколко американски оперни театъра (Гранд опера във Флорида, Мичиганския оперен театър), по-късно е ангажиран предимно с Австралийската оперна компания – „Лучия ди Ламермур“ през август 2008 и през 2006 г. за Опера Куинсленд; „Капулети и Монтеки“ в Мелбърн и Сидни през средата на 2009 г.

## Награди
През 1977 г. Ричард Бонинг е обявен за Командор на Ордена на Британската империя за принос към музиката. През 1983 г. е обявен за Офицер на Ордена на Австралия, а през 1989 г. – Командор на Националния орден на честта на Република Франция. През 2009 г. Бонинг е награден с наградата в памет на сър Бърнард Хайнце (1894 – 1982) – австралийски професор по музика и диригент.